# Chondrodesmus cerasinopus
Chondrodesmus cerasinopus är en mångfotingart som beskrevs av Chamberlin 1923. Chondrodesmus cerasinopus ingår i släktet Chondrodesmus och familjen Chelodesmidae. Inga underarter finns listade i Catalogue of Life.